# Зерноград (станция)

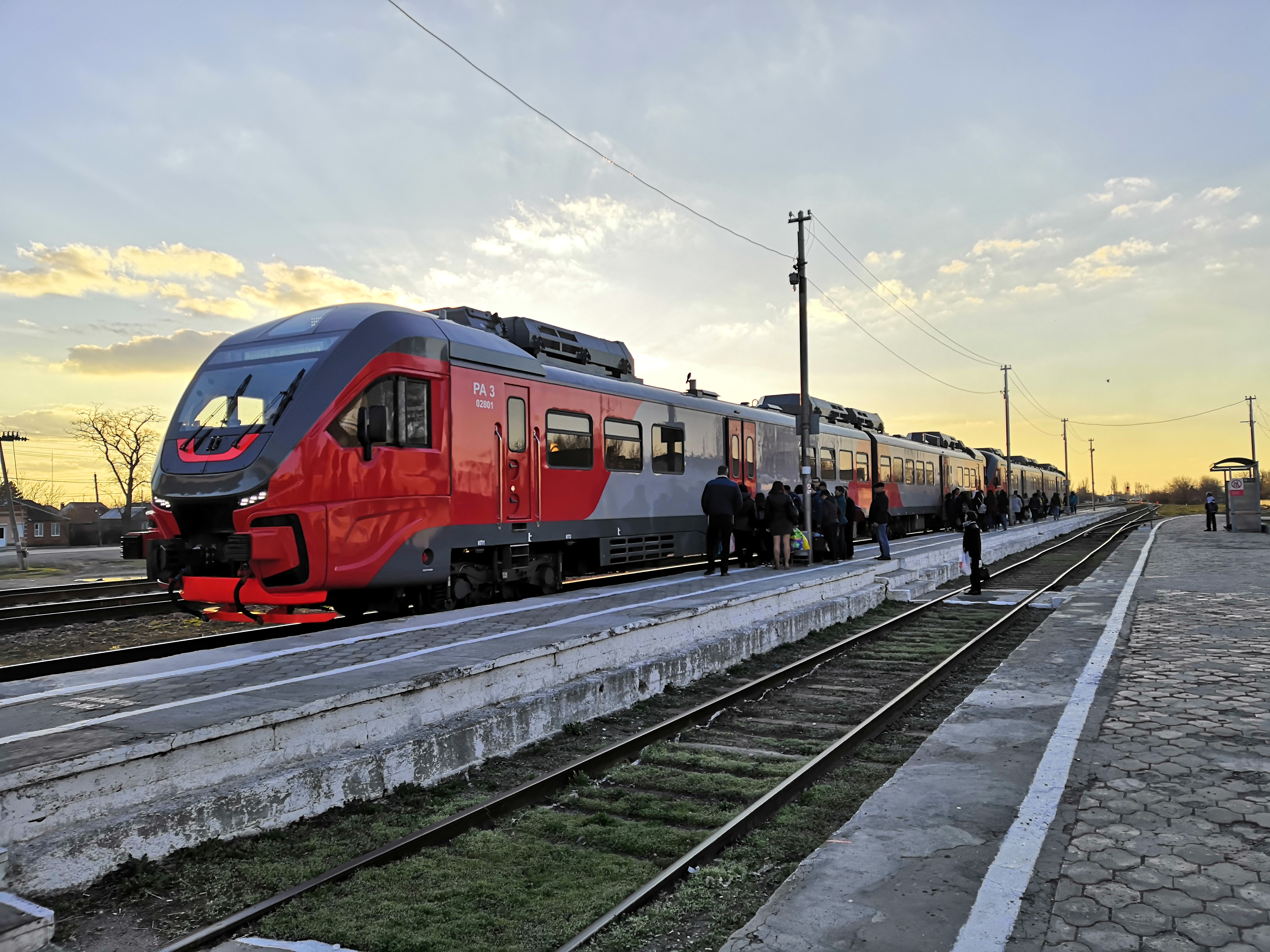
Рельсовые автобусы РА3-028 и РА3-027 в сцепке на станции.

Зерногра́д, (до 1973 года Верблюд) — промежуточная железнодорожная станция Ростовского региона Северо-Кавказской железной дороги, расположена в городе Зерноград Зерноградского района Ростовской области, Россия.

## История
Построена в качестве разъезда в 1915, вместе с железнодорожной линией Ростов-на-Дону — Торговая (ныне город Сальск).
Старейший местный житель Григорий Иванович Михно так рассказывал о разъезде Верблюд
 :

Перед первой мировой войной царское правительство решило связать железной дорогой Ростов-на-Дону (через железнодорожный узел Батайск) и станцию Торговую (ныне город Сальск). К 1915 году строительство дороги было завершено. Инженеры принимали её в эксплуатацию. На полпути из станицы Кагальницкая в станицу Мечётинская решили открыть разъезд. Остановились, стали думать; как назвать? Кругом ковыльная степь, людей нет, а сравнительно недалеко паслись верблюды. Вот и решили назвать разъезд «Верблюд». 

## Упоминания в литературе
Станции Верблюд посвящено одноимённое стихотворение Владимира Войтенко

## Расписание

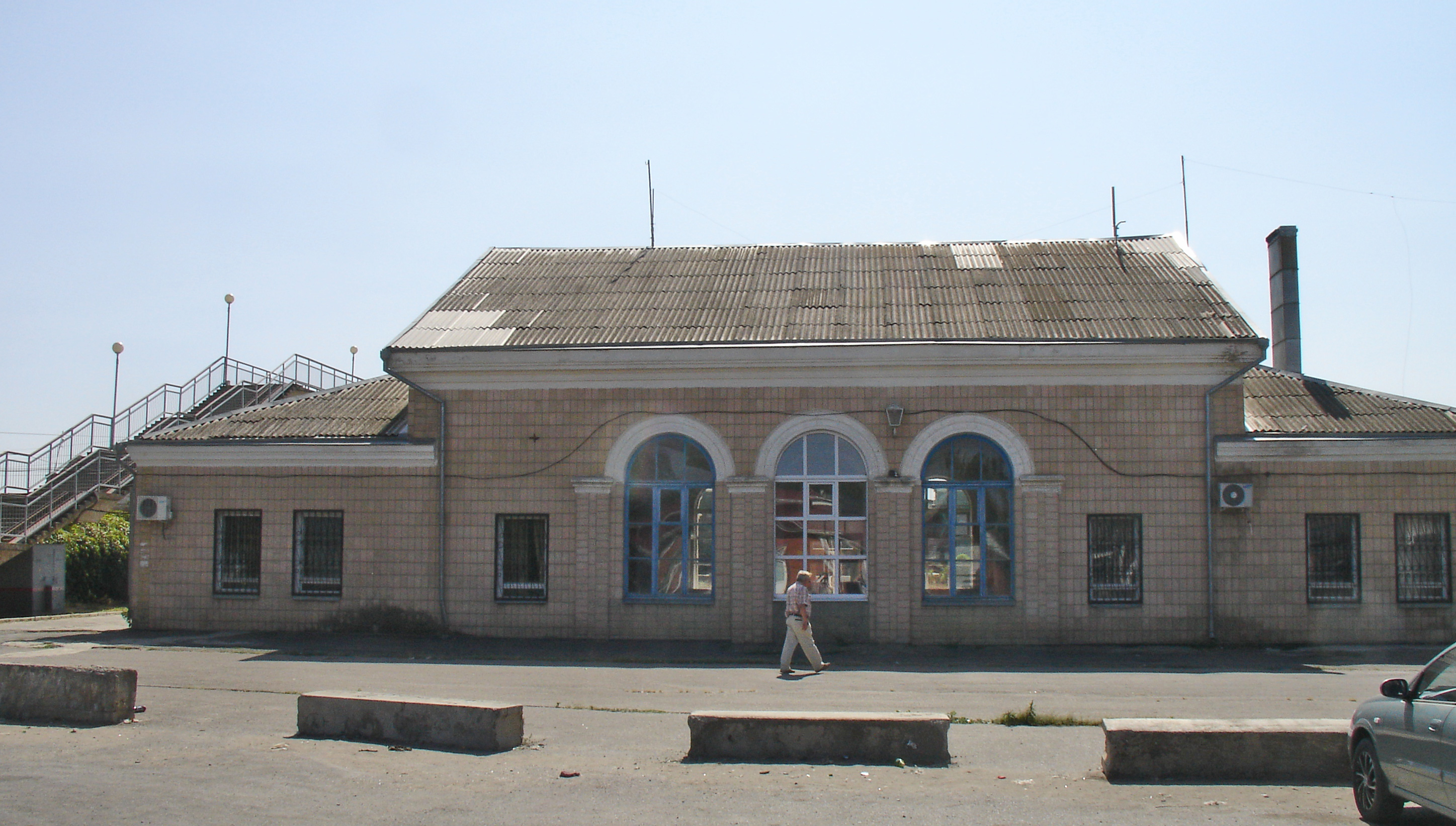
Вид на вокзал станции и переходной мост с Привокзальной площади.

- Вид на вокзал станции и переходной мост с Привокзальной площади.Расписания рейсов из Зернограда в Батайск